# 体格指数

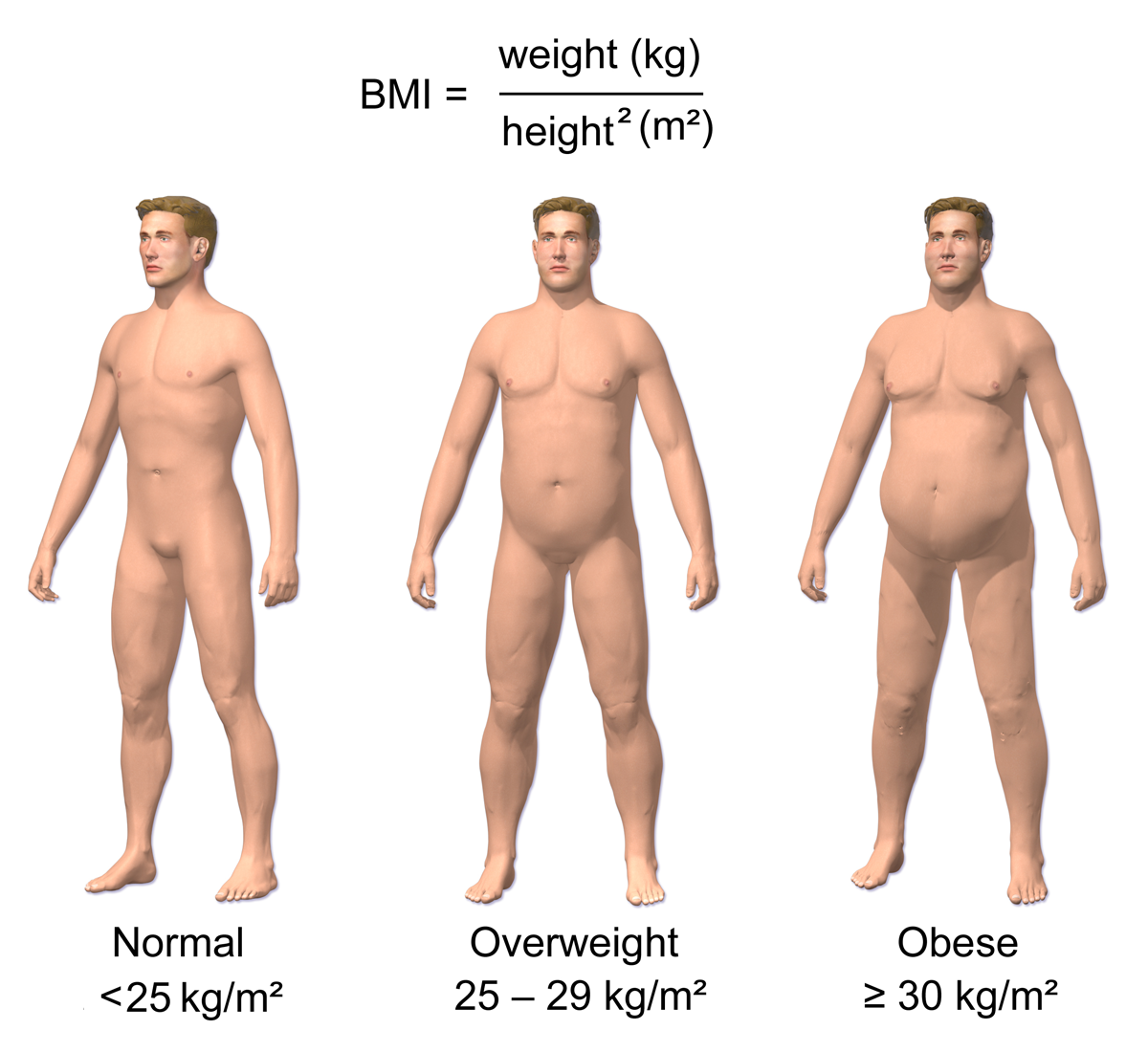
代表的な体格指数であるボディマス指数（BMI）と肥満の模式図

体格指数（たいかくしすう、英語: Anthropometric Index）とは身体計測（英語: Anthropometry）
の計測値（身長、体重、座高、腹囲、胸囲など）を組み合わせて算出される指数の総称であり、主に、身長差などの影響を除いて栄養状態（肥満／やせ）や発育・発達状況を表現することなどを目的とする。
体格指数はボディマス指数（BMI）と同義語のように扱われることも多いが、医学専門的には身長と体重からBMIと異なる式により算出されるローレル指数、リビー指数、ポンデラル指数なども体格指数に含まれる（これらを体重身長指数ともいう）。
体重と身長以外の身体計測値を用いる体格指数としては、胸囲を用いるベルベック指数・ピネー指数・ボルハルト指数・比胸囲、腹囲を用いる腹囲身長比・ボディーシェイプ指数（ABSI）などがある。

## 体格指数の例
身長の異なるヒトの体格を比較し、肥満や痩せの判定を行なうため、
19世紀末から20世紀初頭にかけ、さまざまな体格指数が提案されてきた。
体格指数の中では、 ［　体重 ／ （身長のP乗）］ で表される体重身長指数がよく使われており、
P=1が比体重、P=2がボディマス指数（BMI）／カウプ指数、P=3がローレル指数、トリポンデラルマス指数などに相当する。
その他、体重の立方根を使うもの（リビー指数、ピルケー指数）、
胸囲を使用するもの（ベルベック指数、ビネー指数、ボルハルト指数、比胸囲など）、
腹囲を使用するもの（腹囲身長比、ボディーシェイプ指数(ABSI) ）、
座高を使用するもの（ピルケー指数）、など、さまざまな工夫がなされてきたが、今日ではボディマス指数（BMI）が広く使われている。

### 体重・身長

#### 比体重（体重／身長比）
比体重（体重／身長比、W/H比、Weight/Height ratio ）は体重身長指数の一つであるが、ボディマス指数（BMI）に比べて身長の影響が大きいとされ、近年はあまり使用されない。なお、腹囲身長比もW/H比と略することがあるので、注意を要する。
```
比体重 ＝ 体重(kg)÷身長(m) 
[
5
]
```

### 体重・身長の2乗

#### ボディマス指数（BMI）
考案者にちなんでケトレー指数（Quetelet Index）とも呼ばれる。
代表的な体格指数であり、肥満の判定に広く用いられる。
小児に適用する場合は年齢ごとの標準値とパーセンタイルから判定する。
詳細は「ボディマス指数」を参照されたい。
```
ボディマス指数 ＝ 体重(kg)÷身長(m)
2
```

#### カウプ指数（Kaup Index）
乳幼児のボディマス指数（BMI）はカウプ指数とよばれる。
カウプ・ダーヴェンポート指数（Kaup-Davenport index）、ダーベンポート指数ともいう。
成人のBMIの基準値は適用できない。
カウプ指数が15から19が標準の体格とされてきたが、
年齢とともに大きく変化するため、
年齢ごとのパーセンタイル値により判断するのが適切とされる。
「ボディマス指数」も参照されたい。
```
カウプ指数 ＝ 体重(kg)÷身長(m)
2
 
[
8
]

　　　　　 ＝ 体重(kg)÷身長(cm)
2
×10
4

　　　　　 ＝ 体重(g)÷身長(cm)
2
×10
```

### 体重・身長の3乗

#### ローレル指数（Rohrer Index）
ローレル指数は学童期の肥満・やせの評価に用いられる。なお、「ポンデラル指数」（「Corpulence Index（肥満指数）」）の同義語とされることがある。身長が高いと小さくなる傾向があり、年齢に依存して変化する:125-126。
詳細は「ローレル指数」を参照されたい。
```
ローレル指数 ＝ 体重(kg)÷身長(cm)
3
 × 10
7
 
[
15
]
```

#### ポンデラル指数（Ponderal Index）
体重と身長の3乗から算出される指数であり、基本的には「Corpulence Index（肥満指数）」や「ローレル指数」の同義語である。「体重／身長の3乗」で体の密度に相当し、身長が異なっても体格が似通っている人はポンデラル指数も近くなると考えられる。また、ポンデラル指数は胎児の発育の評価にも使用されることがある。
なお、ポンデラル指数については、さまざまな体格指数が同じポンデラル指数の名でよばれることがあり、単位も統一されておらず、成人と小児で別の式が使用されることもあって非常な混乱がある:126
「ローレル指数」と異なる「ポンデラル指数」が存在する理由としては、後述のリヴィ（Ridolofo Livi）が「体重の立方根／身長」を「ポンデラル指数」として発表しており、
その後、シェルドン（W.H.Sheldon）がその逆数を採用して「身長／体重の立方根」も「ポンデラル指数」とよばれるようになったという経緯がある。
```
ポンデラル指数（成人） ＝ 体重(kg) ÷ 身長(m)
3
　
[
16
]
[
19
]
```

```
ポンデラル指数（小児・胎児） ＝ 100 × 体重(g) ÷ 身長(cm)
3
 
[
16
]
[
19
]

　　　　　　　　　　　　　　 ＝ 0.1 × ポンデラル指数（成人） 
[
16
]
```

#### トリポンデラルマス指数（ tri-ponderal mass index: TMI）
体重を身長の3乗で除するタイプの指数はローレル指数やポンデラル指数があるがいずれも計算式や単位が複数存在して混乱を招いていることから、ピーターソン（Courtney M. Peterson）らが単位をkgとmで統一し、初期の体格指数研究者ポンデラルの名前に身長の3乗を使用することを明確にするトリ（tri-）を接頭してトリポンデラルマス指数（ tri-ponderal mass index: TMI）の名称を提案した。詳細は文献とその付録を参照されたい。
```
トリポンデラルマス指数 ＝ 体重(kg) ÷ 身長(m)
3
  
[
20
]
```

### 体重の立方根・身長

#### リビー（リヴィ、リビ）指数（Livi's index）
イタリアの軍医リヴィ（Ridolfo Livi）が発表した。体重の立方根は正規分布を示すので、体重分布の歪の影響を受けているローレル指数よりも肥満度の判定に適しているとの意見がある。リビー指数は、23-24が健常で22以下が痩せ、25超が肥満とされる。なお、 リビー指数と同じものをポンデラル指数、肥痩係数（F-Index）とよぶことがあり、注意を要する。
```
リビー指数 ＝ 
3
√
体重(kg)
 ÷ 身長(cm) × 10
3
  
[
21
]

　　　　 　＝ 
3
√
体重(kg)
 ÷ 身長(m) × 10  
[
22
]
```

### 身長・胸囲・体重

#### ベルベック（ヴェルヴェーク）指数（Vervaeck's index）
比体重(kg/m)と比胸囲（％）の和に一致する。長育（身体の長軸方向の計測）と幅育（長軸と直角方向の計測）を総合するものである。
```
ベルベック指数 ＝ (体重(kg)＋胸囲(cm))÷身長(cm)×100　
[
25
]
```

#### ピネー指数（Pinier index）
体型分類に使用される。ピネー指数 10未満 が肥満体型（hypersthenic）、10-30 が標準体型（normosthenic）、 30超 が無力体型（asthenic）とされる。
```
ピネー指数 ＝ 身長(cm)－（ 胸囲(cm) ＋ 体重(kg) ）　
[
26
]
[
27
]
```

#### ボルハルト（ボルヒャルト）指数（Borchardt's index）
人体を円柱とみなして、体重（容積）あたりの表面積（底面を除く）をみるものである。幼児期は320-340程度で成長につれ低下、16-18歳で安定する。成人男性は240前後、成人女性は250前後である。
```
ボルハルト指数 ＝ 身長(cm)×胸囲(cm)÷体重(kg) 
[
13
]
```

### 身長・胸囲

#### 比胸囲（ブルグシュ指数、Brugsch index）
ドイツの医師、ブルグシュ（Theodor Brugsch(1827-1894) ）が開発した体格指数である。体重と幅育から体格の充実をみるもので、体力に関係が深いとされる。55-50が正常（中等）胸型、50未満が狭胸型とされる。
```
比胸囲 ＝ 胸囲(cm) ÷ 身長(cm)×100（％）　
[
13
]
```

### 身長・腹囲

#### 腹囲身長比
腹囲身長比（Waist to Height Ratio：WHtR、Waist-to-Stature Ratio：WSR、または、ウエスト身長比）は腹囲関連指標の一つである。
BMIが体全体の肥満の評価に用いられるのに対し、腹囲（および腹囲関連の指標）は中心性肥満や内臓脂肪量の評価の指標として用いられている。
腹囲身長比が0.5以上になると心血管疾患や糖尿病のリスクが増大するとされる。
英国国立医療技術評価機構（NICE）は、BMI35未満の人を対象にウェストを身長の半分未満におさえることを推奨している。日本では、小児メタボリックシンドロームの診断基準の一つとして、腹囲身長比 0.5以上があげられている:92-95。
```
腹囲身長比 ＝ 腹囲(cm) ÷ 身長(cm)　
[
29
]
```

英語版waist-to-height ratio　も参照されたい。

### 身長・体重・腹囲

#### ボディシェイプ指数（体型指数、ABSI、BSI）
ボディシェイプ指数（Body Shape Index：BSI、A Body Shape Index：ABSI、体型指数）は、クラカウエル（Nir Y. Krakauer）らが、
身長と体重のみで肥満を評価するボディマス指数（BMI）に、腹部の脂肪を評価する腹囲を加えて改良を試みたものである。
BMIを補完するものとして有用とされる。
```
ボディシェイプ指数 ＝ 腹囲（m）÷ （　BMI
2/3
 × 身長(m)
1/2
 ） 
[
33
]
```

英語版Body shape index　も参照されたい。

### 体重の立方根・座高

#### ピルケー指数（Pirquet’s index）
ウイーンの小児科医ピルケーが開発した指数である。リビー指数の身長を座高に置き換えたものであり、栄養不良度の指数として用いられた（グラム体重に10を乗じているのは、結果値を100前後に分布させるねらいである）。年齢差が少なく、新生児期から成人まで、ほぼ同じ値をとるとされる。なお、Pelidisi指数と呼ぶこともある(Pelidisiとは、 Pondus dEcies LInear DIviso SedentIs altitude：「座高で割った体重」の略)。
```
ピルケー指数 ＝ 
3
√
体重(g) × 10
 ÷ 座高(cm) 　
[
35
]
```

### 身長・座高

#### 比座高
比座高（relative sitting height, sitting height to standing height ratio：SitHt/Ht ）は、体型（相対的な下肢の長さ）を反映する。人種差がある。骨系統疾患による低身長児の発見に有用とされる。
```
比座高 ＝ 座高(cm)÷身長(cm)×100（％） 
[
40
]
```